# Yūzō Kobayashi
Yūzō Kobayashi (jap. 小林 祐三 Kobayashi Yūzō; ur. 15 listopada 1985) – japoński piłkarz. Obecnie występuje w Sagan Tosu.

## Kariera klubowa
Od 2004 roku występował w klubach Kashiwa Reysol, Yokohama F. Marinos i Sagan Tosu.

## Kariera reprezentacyjna
W 2005 roku Yūzō Kobayashi zagrał na Mistrzostwach Świata U-20.